# 2018년 동계 패럴림픽 몽골 선수단
몽골은 평창에서 열린 2018년 동계 패럴림픽에 선수를 파견했다. 간볼드 바트문크 (몽골어 : Б. Ганболд)는 파라 - 노르딕 스키에 출전하게 되었다. 그는 Para Nordic Skiing World Cup에서 경쟁하여 패럴림픽 출전 자격을 얻었다.

## 팀
2017년 11 월, 간볼드 바트문크 (몽골어 : Б. Ганболд)는 2018년 동계 패럴림픽에 참석하도록 초청받았다.
아래 표는 2018년 게임에 참여할 사람들 ( "팀 몽골리아"라고 불림)의 회원 목록이다.
| 이름                               | 종목             | 성별 | 세부     | Events            | 각주              |
| ---------------------------------- | ---------------- | ---- | -------- | ----------------- | ----------------- |
| 간볼드 바트문크(몽골어: Б.Ганболд) | para-노르딕 스키 | male | standing | 크로스컨트리 스키 | [ 1 ] [ 2 ] [ 3 ] |

## 러시아의 도핑 스캔들
15 개 국가 패럴림픽위원회와 국제 휠체어 수족 운동 연맹은 2017년 8 월 아르메니아, 벨라루스, 불가리아, 베트남, 카자흐스탄, 키르기즈스탄, 중국, 라오스, 몰도바, 몽골, 세르비아, 타지키스탄, 몬테네그로, 한국 등 러시아 국가 패럴림픽위원회에 대한 지원을 표명한 서한에 서명했다. 그들은 IPC 관리 위원회에게 러시아가 2018년 동계 패럴림픽에서 경쟁하게 할 것을 고려하도록 요청했다. 이 편지는 IPC 이사회가 아부다비에서 만나기 몇 주 전에 서명되었다.
2017년 9월, 이 결정은 검토되고 지지 받았다. 국제 패럴림픽위원회 (IPC)는 러시아 스포츠에서의 도핑에 대해 여전히 우려했다. IPC가 러시아에게 요구하는 모든 조건이 아직 충족되지 않았기 때문이었다.

## 노르딕 스키
바트문크는 2014년 동계 패럴림픽에 출전하였다. 그의 최고의 마무리는 14번째였는데, 이것은 20km 클래식 스타일의 스탠딩 레이스에서였다. 그는 1 : 11 : 08.3의 기록을 달성했다. 세계 선수권에서의 그의 가장 좋은 마무리는 2017년이었는데, 20km 스탠딩 경기에서 그는 1 : 02 : 15.4의 결과를 보였다.  2017년 9월 바트문크는 독일 월드컵에 갔다. 그는 이미 월드컵에서 130 점을 얻었다. 
그중 다섯 번째는 2017/2018 시즌이었다. 이 점 때문에 그는 패럴림픽에 출전할 기회를 얻었다.  바트문크는 j. 돈도 긴몽골어: Ж.Дондогийн)의 코치를 받았다.

## 같이 보기
- 2018년 동계 올림픽 몽골 선수단